# GoldSrc

Overzicht van Quake engines en aanpassingen; in dit overzicht is te zien dat de engine van Half-Life gebaseerd is op QuakeWorld.

GoldSrc of Goldsource is een game engine van Valve Software. De engine is onder andere gebruikt voor de first-person shooter Half-Life uit 1998. Het is een fors aangepaste versie van de Quake engine. De opvolger van GoldSrc is de Source engine die gebruikt wordt door Half-Life 2.
GoldSrc is een aanpassing van de QuakeWorld versie van de engine. Daarnaast zijn enkele bugs verholpen door code uit de engine van Quake II te gebruiken. Globaal gezien is GoldSrc een aangepaste versie van de Quake engine samen met kleine gedeelten van de Quake II engine.
GoldSrc kan renderen in twee API's: OpenGL en Direct3D.

## Naam van de engine
Erik Johnson licht de naam van de engine toe in de volgende uitspraak op de Valve Developer Community:
When we were getting very close to releasing Half-Life 1 (less than a week or so), we found there were already some projects that we needed to start working on, but we couldn't risk checking in code to the shipping version of the game. At that point we forked off the code in VSS to be both $/Goldsrc and /$Src. Over the next few years, we used these terms internally as "Goldsource" and "Source". At least initially, the Goldsrc branch of code referred to the codebase that was currently released, and Src referred to the next set of more risky technology that we were working on. When it came down to show Half-Life 2 for the first time at E3, it was part of our internal communication to refer to the "Source" engine vs. the "Goldsource" engine, and the name stuck.— Erik Johnson, Valve Software

## Spellen
De volgende spellen maken gebruik van deze engine:
- Half-Life (Valve Software, 1998)
- Half-Life: Opposing Force (Gearbox Software, 1999)
- Counter-Strike (Valve Software, 2000)
- Team Fortress Classic (Valve Software, 1999)
- Gunman Chronicles (Rewolf Software, 2000)
- Half-Life: Blue Shift (Gearbox Software, 2001)
- Counter-Strike Neo (Valve Software, 2001)
- James Bond 007: Nightfire (Gearbox Software, 2002)
- Ricochet (Valve Software, 2000)
- Half-Life: Deathmatch Classic (Valve Software, 2001)
- Day of Defeat (Valve Software, 2003)
- Counter-Strike: Condition Zero (Valve Software, Ritual Entertainment, Gearbox Software, Turtle Rock Studios, 2004)
- Counter-Strike Online (Valve Software, Nexon Corporation, 2008)
- Counter-Strike Nexon: Zombies (Valve Software, Nexon Corporation, 2014)